# Réseau métallo-organique

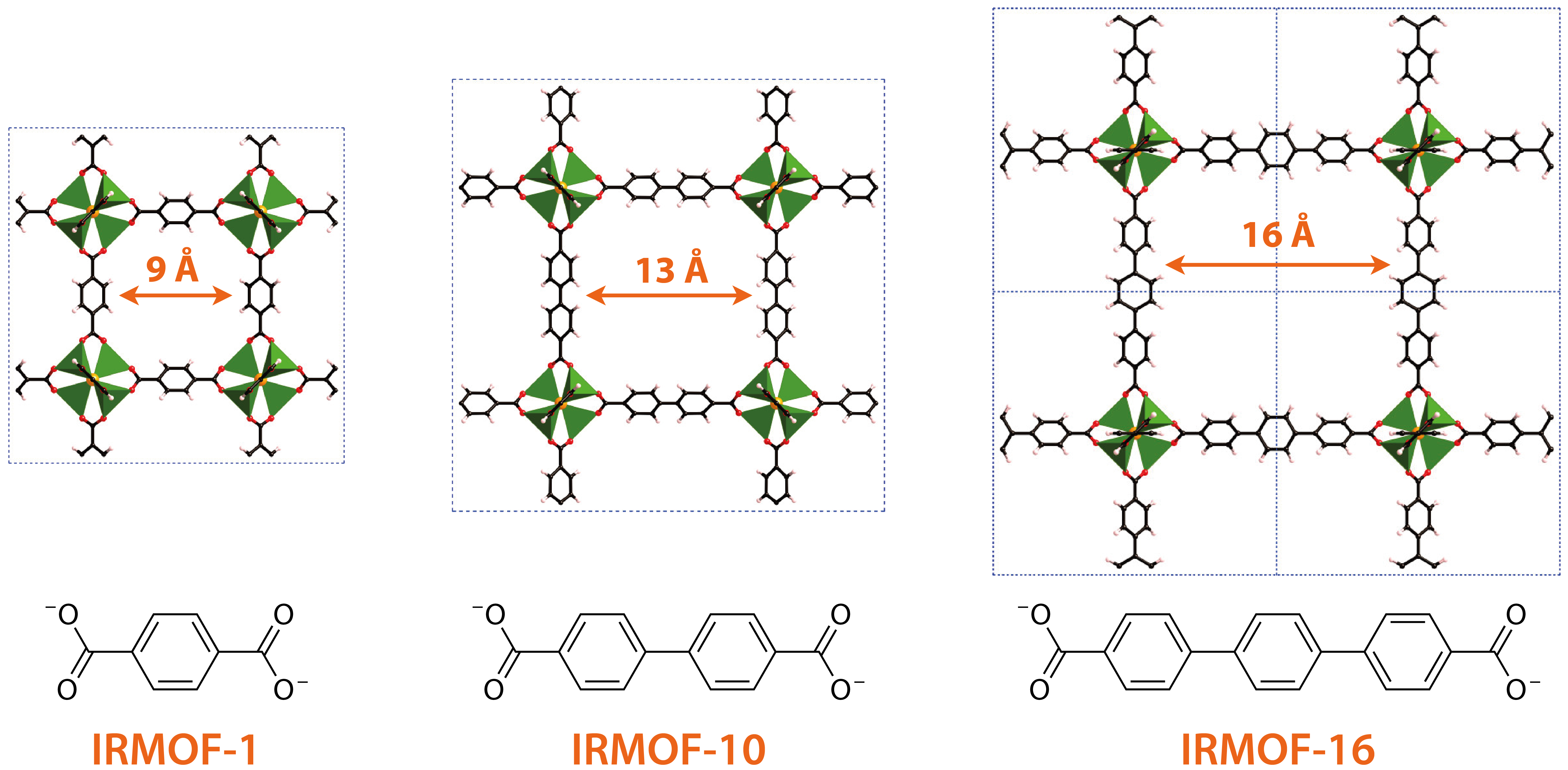
Exemple de RMO avec différents ligands organiques.

Les réseaux métallo-organiques (RMO, ou MOF pour l'anglais metal–organic framework) sont des solides poreux hybrides cristallins constitués d'ions métalliques ou de clusters coordonnés à des ligands organiques pour former des structures en une, deux ou trois dimensions. Les RMO présentent notamment une surface spécifique très élevée du fait de leur structure nanoporeuse.
Les RMO sont nommés selon leur lieu de découverte suivi d’un numéro d’incrémentation, par exemple MIL-101 pour Matériaux Institut Lavoisier no 101, ou UiO-66.

## Histoire
Historiquement, les travaux initiaux sur les composés de coordination ont précédé et ouvert la voie aux chercheurs pour découvrir les RMO. Parmi ces composés, on peut citer les complexes de type Werner ou la famille des clathrates de Hofmann découverts à la fin du XIXe siècle, les bleus de Prusse découverts au XVIIIe siècle, mais dont la première structure n'a été déterminée qu'en 1970. Vers la fin des années 1980, l'intérêt suscité par les complexes de coordination a été croissant après les travaux de Hoskins et Robson démontrant la possibilité de concevoir des polymères de coordination à charpentes ouvertes, à partir de nœuds inorganiques reliés par des molécules complexantes, pour des propriétés d'échanges d'ions, en catalyse ou en tant que tamis moléculaire. D'autres chercheurs ont par la suite développé cette approche au cours des années 1990. Ce ne fut qu'en 1999 qu'un nouveau solide a suscité une attention considérable, avec une porosité de type zéolitique conservant l'intégrité de sa structure cristalline après le départ des molécules de solvants présentes dans les pores. D'autres RMO clés ont été ensuite découverts lors de la décennie suivante, notamment par les groupes de Férey en France, de Kitagawa au Japon, de Zaworotko ou de Yaghi aux États-Unis. On peut distinguer plusieurs familles de RMO selon les ligands organiques et les complexes métalliques mis en jeu, les types de porosité et/ou la flexibilité de leur structure. Différents acronymes ont été utilisés pour identifier les RMO, ils représentent le plus souvent l'endroit où le composé a été découvert ou le symbole de sa topologie.

## Structure
Les RMO sont constitués de deux éléments principaux: un cluster métallique inorganique (appelé unité de construction secondaire ou SBU) et une molécule organique (ligand). Les ligands organiques couramment utilisés sont généralement mono-, di-, tri- ou tétravalents. La structure et les propriétés du RMO dépendent du choix du métal et du ligand. Les préférences de coordination du métal déterminent la taille et la forme des pores, en régulant le nombre de ligands pouvant se lier au métal et leur orientation.
En raison de leur grande variété chimique et structurelle, plusieurs catégories de RMO peuvent être identifiées en fonction de leurs éléments constitutifs (organiques et inorganiques), de leurs propriétés résultantes (telles que la conductivité, la photoactivité, l'hydrophobicité/-philicité, etc.), de leurs structures de charpentes (2D, 3D), de la forme et de la taille de leurs pores (cages ou canaux, interconnectés ou isolés, une ou plusieurs dimensions), ainsi que de la rigidité ou de la flexibilité de leur structure cristalline.

## Synthèse et techniques de caractérisation
La préparation de RMO est souvent réalisée en mélangeant des sels métalliques et des ligands organiques dans de l'eau et/ou des solvants organiques, avec ou sans l'ajout d'additifs tels que des bases, des acides, des promoteurs ou des inhibiteurs de réaction. Il existe deux principales méthodes de synthèse : en réacteur ou en flux. La méthode la plus courante est celle en réacteur, mais l'utilisation d'un flux continu est de plus en plus intéressante pour réduire les coûts de production et maximiser le rendement espace-temps. Il est important de noter que les solides ainsi produits nécessitent généralement des étapes de lavage ou de calcination pour éliminer les précurseurs qui n'ont pas réagi et qui peuvent être piégés à l'intérieur des pores.

### Types de synthèses

#### Synthèse hydro/solvothermale

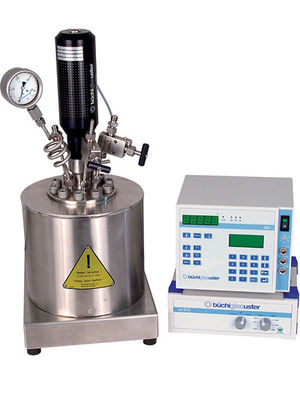
Synthèse hydro/solvothermale utilisant un autoclave

La synthèse hydro/solvothermale est une méthode de synthèse qui nécessite d'être à une température supérieure au point d'ébullition du solvant dans un contenant hermétique, avec une pression autogène. Cette méthode permet une meilleure solubilisation des précurseurs, généralement le ligand, ainsi qu'une cristallisation du solide. En général, un réacteur hydro/solvothermal peut supporter des pressions élevées et une agitation mécanique est utilisée pour une bonne diffusion des réactifs. Cette méthode est largement utilisée pour la fabrication des RMO à l'échelle du laboratoire pour obtenir des solides mieux cristallisés. En revanche, en flux, il faut disposer de réactifs solubles dès la température ambiante et cristalliser le RMO dans des temps de réaction beaucoup plus courts qu'avec une approche classique.

#### Synthèse à pression ambiante
La synthèse à pression ambiante est une méthode pratique et peu coûteuse qui utilise de la verrerie de laboratoire ou des réacteurs en verre avec agitation mécanique pour des échelles plus grandes. Les températures utilisées vont généralement de la température ambiante jusqu'à l'ébullition du mélange réactionnel. Cette méthode permet de réduire les risques liés à une surpression et les coûts énergétiques, ce qui en fait une méthode idéale pour la mise à l'échelle des RMO avant leur fabrication à grande échelle.

#### Autres voies de synthèse
Il existe plusieurs autres méthodes pour la fabrication des RMO, notamment la voie thermomécanique, qui utilise l'énergie générée par la force de friction et la pression mécanique entre les précurseurs solides, nécessitant peu ou pas de solvant. Une autre méthode consiste en une synthèse hydro/solvothermale assistée par irradiation micro-onde, qui permet un chauffage uniforme et rapide du mélange réactionnel avec une perte d'énergie minimale. De plus, la fabrication en continu des RMO est également possible par atomisation. Les précurseurs en solution sont mis en contact, puis entraînés et séchés par un flux d'air ou de gaz inerte sous un chauffage rapide dont le débit est contrôlé.

### Techniques de caractérisations

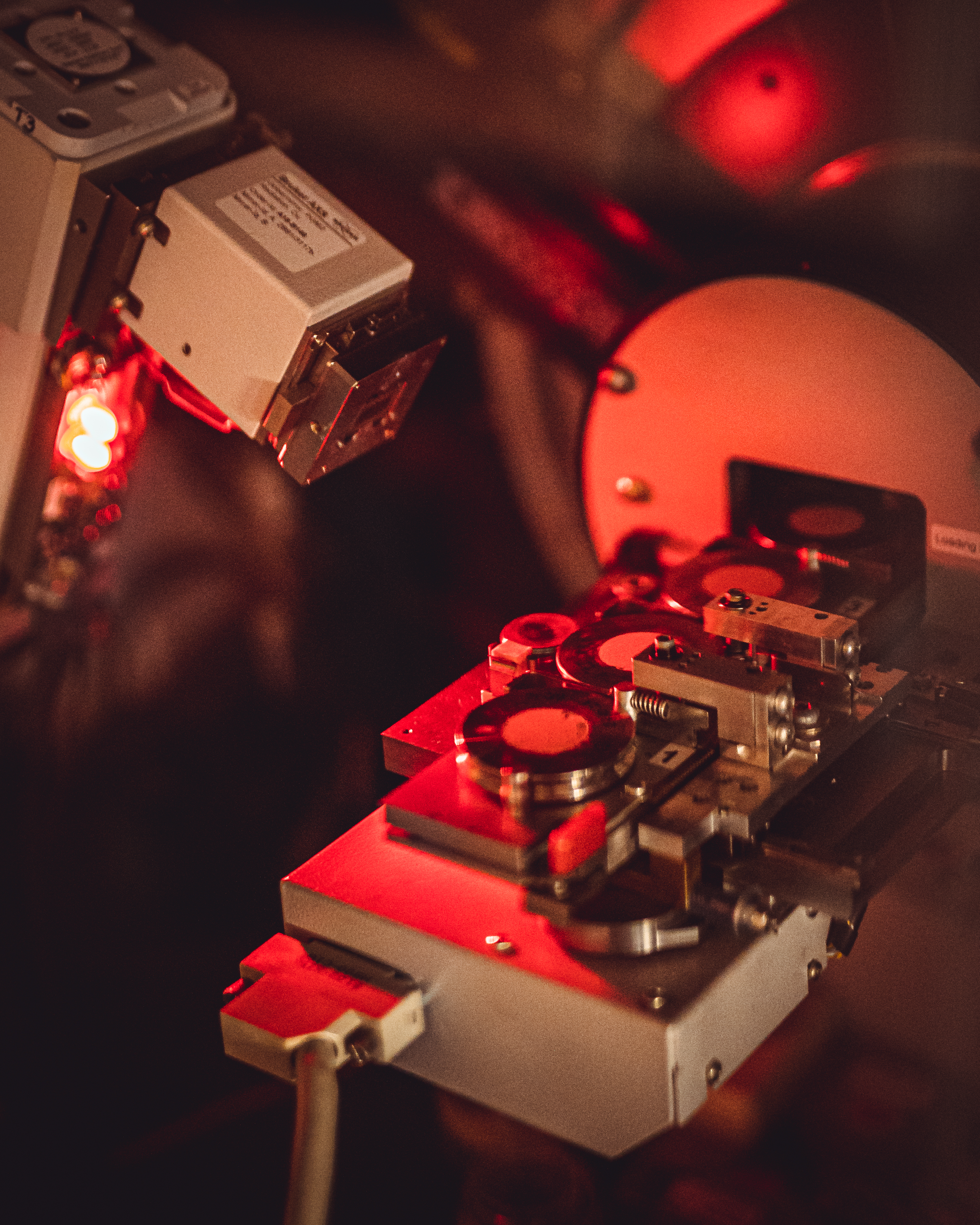
La diffraction des rayons X (DRX)

#### Caractérisation structurale
La technique importante de caractérisation des solides cristallisés de type RMO est la diffraction des rayons X (DRX). Elle permet d'élucidation structurale par excellence, mais il peut arriver que les cristaux obtenus soient de taille insuffisante pour une analyse en laboratoire ou avec les grands instruments, ce qui nécessite alors une étude par DRX sur poudre. Le diffractogramme RX résultant peut être vu comme l'empreinte digitale du matériau. La DRX sur poudre peut également être utilisée pour renseigner sur la pureté des échantillons et pour évaluer le comportement et la stabilité du RMO en fonction des contraintes étudiées.

#### Mesures d’adsorption
L'isotherme d'adsorption est une mesure courante pour étudier la porosité des matériaux et obtenir des informations sur leur surface spécifique, leur volume poreux et la distribution de taille des pores. Cette mesure est réalisée en mesurant l'adsorption d'un gaz inerte tel que l'azote ou l'argon. Elle permet également de comparer la surface spécifique ou le volume poreux de différents RMO. En général, les isothermes obtenues pour les RMO sont de type I selon la classification de l'IUPAC, ce qui correspond aux solides microporeux avec des pores de moins de 2 nm. Pour les RMO ayant des mésopores (pores de plus de 2 nm), les isothermes peuvent être hybrides avec plusieurs points d'inflexion, car ils peuvent présenter à la fois des pores microporeux et mésoporeux. Dans certains cas, la porosimétrie par intrusion de mercure peut être utile pour les RMO flexibles ou mésoporeux. D'autres types d'isothermes peuvent être collectés pour déterminer les propriétés d'adsorption de matériaux vis-à-vis d'un gaz ou d'une vapeur spécifique, tels que le H2, CO2, CH4, H2O, etc.

#### Analyse thermogravimétrique
L'analyse thermogravimétrique (ATG) consiste à mesurer les pertes de masse d'un matériau chauffé sous un flux d'O2 ou de N2 par paliers de température jusqu'à sa décomposition. Cette méthode permet d'obtenir des courbes de pertes massiques en fonction de la température, souvent avec plusieurs paliers, qui renseignent sur la composition et l'évolution du matériau.
En général, on observe d'abord des pertes de masse liées au départ des molécules de solvants présentes dans les pores du matériau, suivies par celles des molécules plus fortement liées, comme les ligands terminaux ou les groupements attachés aux centres métalliques ou aux molécules organiques qui n'ont pas réagi.
La dernière étape correspond à la décomposition du solide, qui entraîne une perte de masse importante due au départ des ligands constitutifs de la charpente. À haute température (> 500 °C), on obtient un résidu oxyde (ou phosphate, si présent dans la charpente du RMO).
Si un flux d'oxygène est utilisé pendant l'analyse, il est possible d'établir (ou d'approximer dans le cas d'un RMO de structure inconnue) une formule chimique du solide en analysant la quantité d'oxygène consommée lors de la décomposition et la masse des résidus obtenus.

#### Autres méthodes de caractérisation
Il existe de nombreuses autres méthodes de caractérisation pouvant être utilisées, quelle que soit la nature du solide poreux cristallin. La résonance magnétique nucléaire (RMN liquide ou solide), ainsi que d'autres techniques de spectroscopie (Raman, ultraviolet-visible, fluorescence...), sont des méthodes à considérer en fonction de l'information recherchée. La microscopie électronique, qu'elle soit à balayage ou à transmission (MEB ou MET), permet quant à elle d'obtenir des informations sur la forme et la taille des cristaux obtenus. D'autres méthodes sont particulièrement utilisées pour les nanoparticules (taille < 100 nm), telles que la diffusion dynamique de la lumière (DLS), qui permet de déterminer la taille des particules, leur distribution de taille et d'évaluer la stabilité colloïdale des solutions grâce à la mesure des charges électriques présentes à la surface des particules (potentiel zêta). Toutes ces techniques se concentrent essentiellement sur la caractérisation à l'échelle micro- et macroscopique de la structure cristalline poreuse et/ou des particules de RMO. L'exploration et l'étude des RMO pour une application potentielle dépendront par ailleurs de techniques et de méthodes complémentaires adaptées aux propriétés en question.

## Domaines d’applications
Les RMO ont suscité un grand intérêt dans divers domaines tels que l'environnement, l'énergie et la santé, en raison de leur nature hybride, cristalline, leur grande diversité chimique et structurale ainsi que leur porosité contrôlée. Historiquement, les propriétés de stockage ou de séparation des gaz (CO2 notamment, avec le MOF 74 ou le formiate d'aluminium ALF) ont été les premières à être étudiées, mais ces applications ont été élargies progressivement à la catalyse, la biomédecine, la détection et la capture des composés organiques volatils et le transfert de chaleur, entre autres.